# Клетцин
Клетцин (нім. Kletzin) — громада в Німеччині, розташована в землі Мекленбург-Передня Померанія. Входить до складу району Мекленбургіше-Зенплатте. Складова частина об'єднання громад Деммін-Ланд.
Площа — 27,27 км2. Населення становить 687 ос. (станом на 31 грудня 2020).